# Phönix D.I
Phönix D.I là một mẫu máy bay tiêm kích hai tầng cánh của Áo-Hung trong Chiến tranh thế giới I, do hãng Phönix Flugzeug-Werke chế tạo dựa trên loại Hansa-Brandenburg D.I.

## Biến thể
D.I
D.II
D.III

## Quốc gia sử dụng
Austria-Hungary
- KuKLFT
- Hải quân Áo-Hung

 Thụy Điển

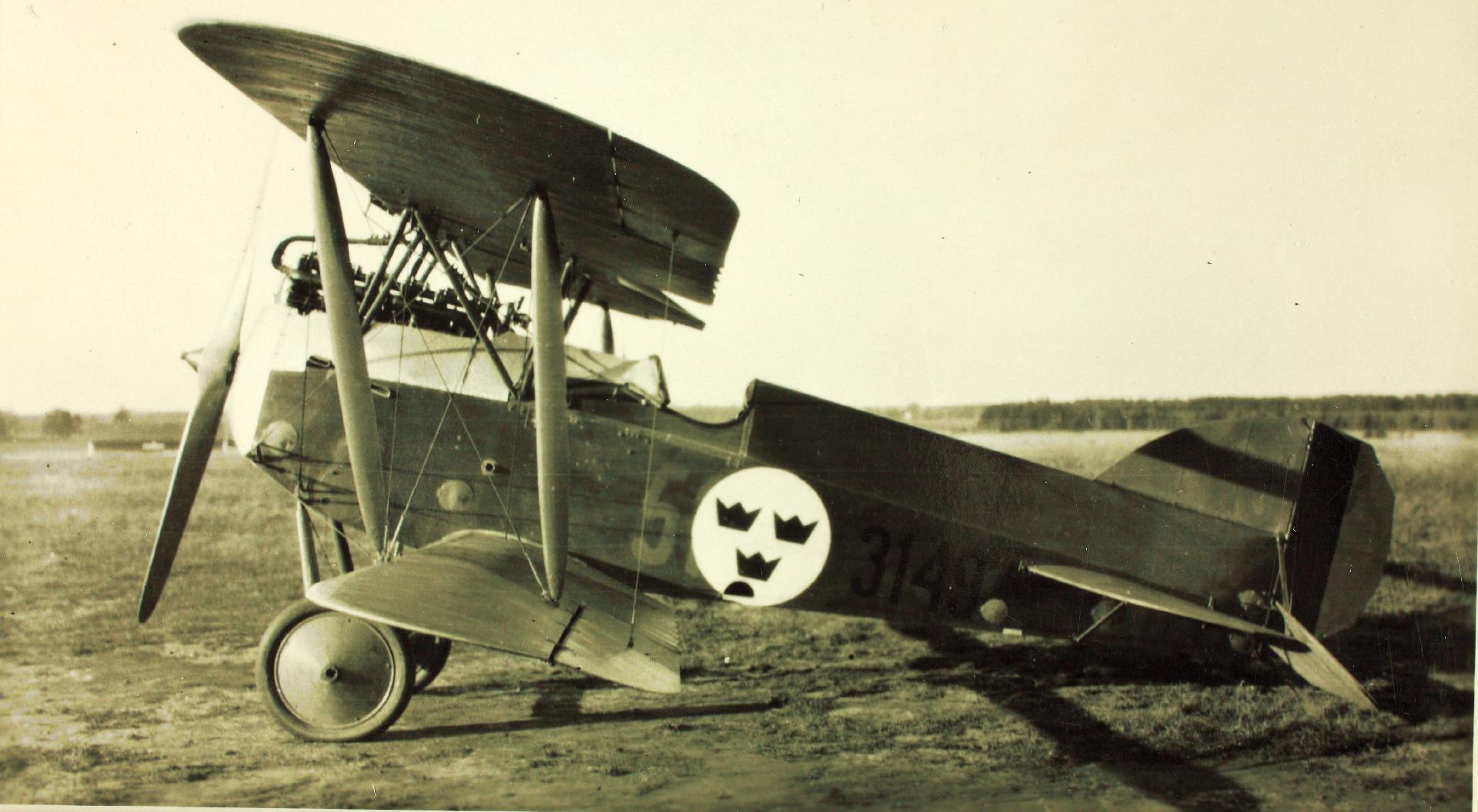
Phönix D.III của Không quân Thụy Điển

- Không quân Thụy Điển - Sau chiến tranh

 Kingdom of Yugoslavia
- Không quân Hoàng gia Nam Tư - Sau chiến tranh.

## Tính năng kỹ chiến thuật (D.1)
Dữ liệu lấy từ Orbis 1985, page 2700
Đặc điểm tổng quát
- Kíp lái: 1
- Chiều dài: 6.65 m (21 ft 9¾ in)
- Sải cánh: 9.75 m (31 ft 11¾ in)
- Chiều cao: 2.80 m (9 ft 2¼ in)
- Trọng lượng có tải: 805 kg (1775 lb)
- Powerplant: 1 × Hiero 6 kiểu động cơ piston thẳng hàng, 149 kW (200 hp)

Hiệu suất bay
- Vận tốc cực đại: 180 km/h (112 mph)
- Thời gian bay: 2 giờ  0 phút
- Trần bay: 6000 m (19.685 ft)

Vũ khí trang bị
- 2 x súng máy Schwarzlose 8 mm